# St. Agatha (Horben)

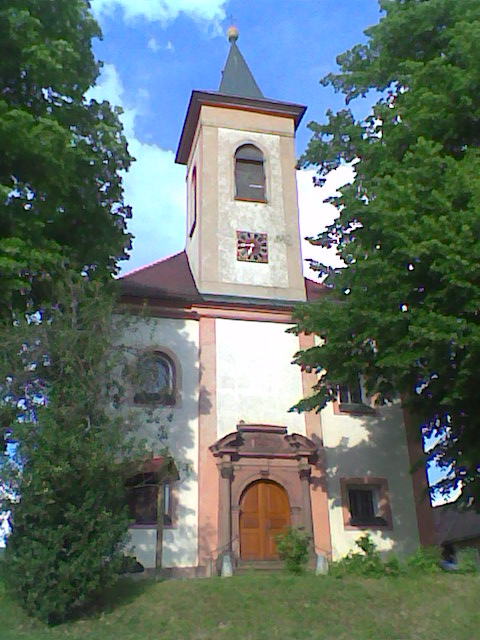
Pfarrkirche St. Agatha

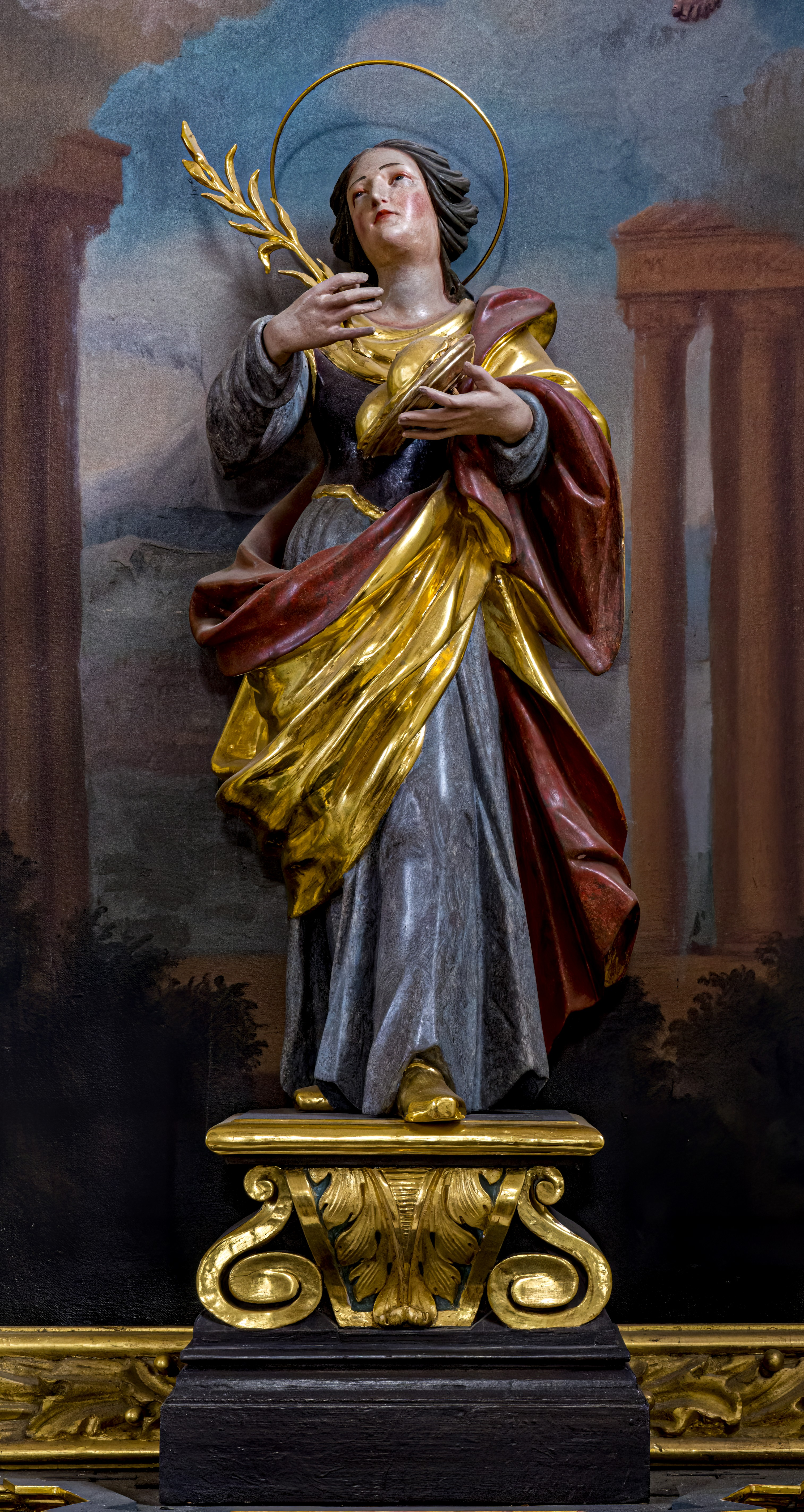
St. Agatha

St. Agatha ist die römisch-katholische Pfarrkirche in Horben im Südschwarzwald, nahe Freiburg im Breisgau. Sie gehört zur Seelsorgeeinheit St. Georgen-Hexental im Dekanat Freiburg der Erzdiözese Freiburg.

## Geschichte
Die St.-Agatha-Kirche wurde 1792 unter dem noch als Praktikant eingesetzten, späteren Wiener Hofarchitekten, Johann Nepomuk Amann anstelle einer früheren Kapelle in exponierter Lage auf der Hangkante zum Bohrertal errichtet, nachdem das Dorf auf Anordnung des Landesherren, Kaiser Joseph II., zu einer eigenständigen Pfarrei erhoben worden war. Schon die vermutlich im 12. Jahrhundert erbaute Kapelle hatte das Patrozinium der heiligen Agatha von Catania getragen.

## Ausstattung

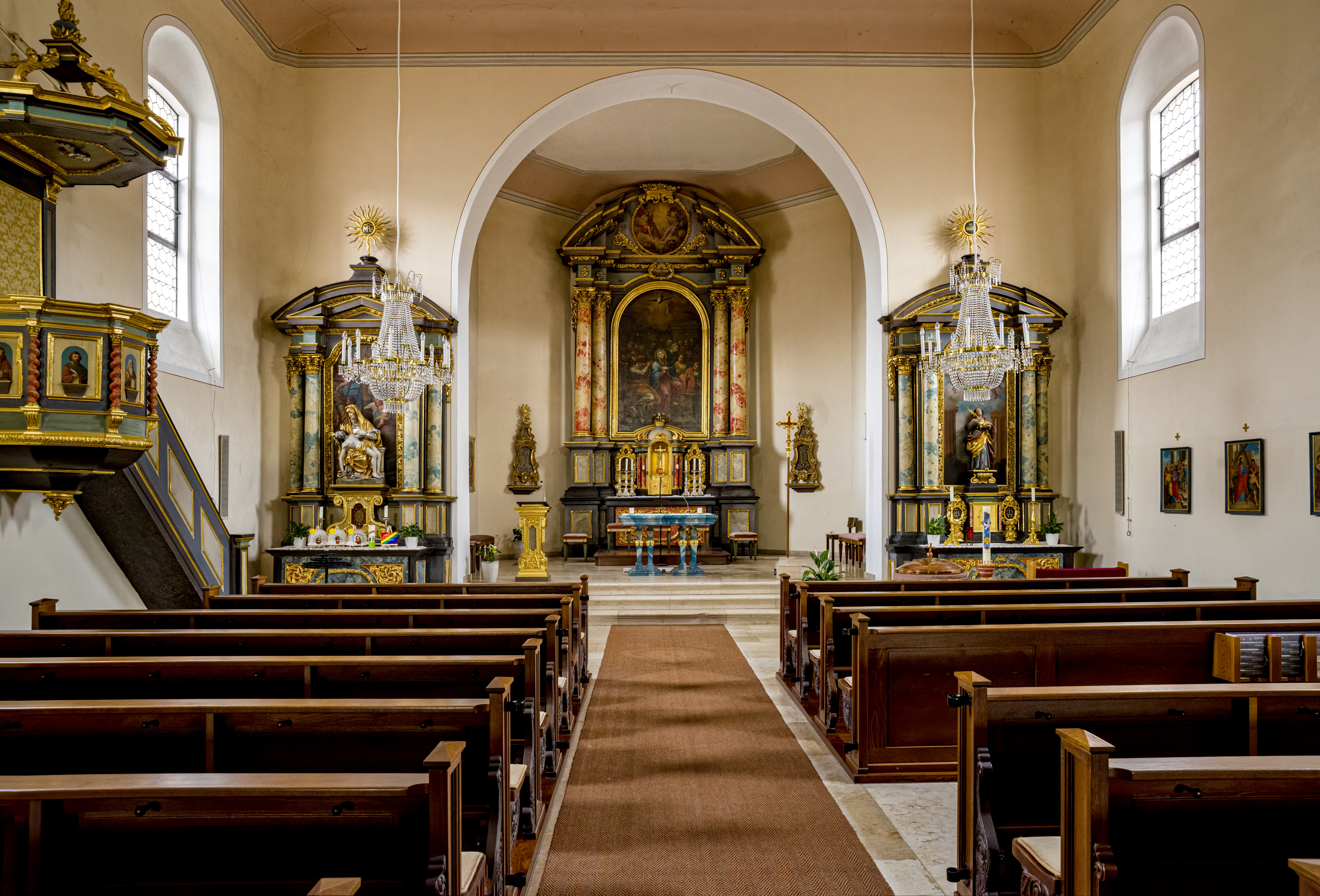
Horben, St. Agatha, Blick zum Altar

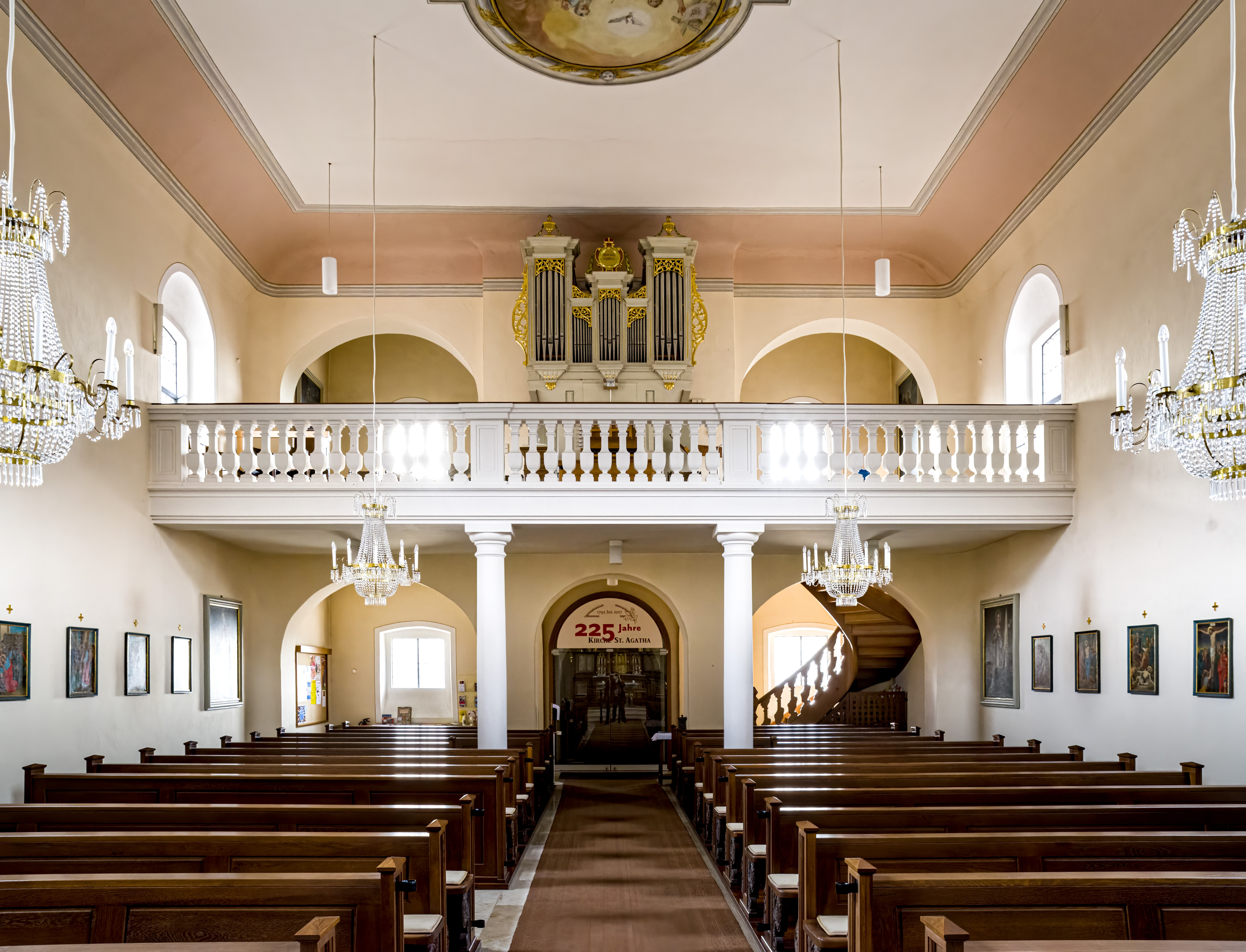
Blick zu Empore und Orgel

Das barocke Portal unter dem mittig in der Westfassade eingezogenen Turm wurde im Jahr 1703 von Johann Adam Wissen für die frühere Freiburger Heiliggeistspitalkirche geschaffen, die jahrhundertelang an der Ecke der Kaiser-Joseph-Straße zur Münsterstraße gestanden hatte und 1805/06 aufgehoben wurde. Im Giebelfeld erinnert die Heilig-Geist-Taube daran.

### Altäre
Auch die Innenausstattung wurde 1823 von der Heiliggeistspitalkirche nach Horben versetzt, ist aber deutlich älter. Am barocken Hochaltar in warmen Blaugrau- und Rottönen zeigt ein Altarbild des Waldkircher Malers Johannes Winterer das Pfingstwunder. Der rechte Seitenaltar stellt die Patronin St. Agatha dar, der linke ist der Mutter Gottes mit einer Pietà geweiht.

### Orgel
Die Orgel wurde ursprünglich 1812 von Nikolaus Schuble (1770–1816) aus Pfaffenweiler erbaut. Sie wurde 1981 durch ein neues Instrument der Orgelwerkstatt Fischer & Krämer aus Endingen am Kaiserstuhl ersetzt. Der historische Orgelprospekt wurde erhalten; drei der 16 Register stammen aus der historischen Orgel und sind die einzigen erhaltenen des Orgelbauers Schuble.

### Glocken
Im massiven Turm über dem Eingangsportal hängen drei Glocken aus Bronze. Die älteste und kleinste stammt ebenfalls aus der Kirche des Heilig-Geist-Spitals in Freiburg und wurde 1731 von dem lothringischen Wandergießer Nicolas Rozier (II) gegossen. Sie wird nach dem Namen ihres Stifters Her Johan Friderich Freyher von Kageneckh (Johann Friedrich Fridolin von Kageneck) benannt.
Die anderen beiden Glocken wurden 1950 von der Gießerei Hamm aus Frankenthal (Pfalz) gegossen. Sie ersetzen drei 1864 von der  Glockengießerei Rosenlächer aus Konstanz gegossene Glocken, die der Kriegswirtschaft des Zweiten Weltkriegs zum Opfer fielen.
| Nr. | Name       | Durchmesser | Gewicht  | Schlagton |
| --- | ---------- | ----------- | -------- | --------- |
| 1   | Agatha     | 920 mm      | 435 kg   | a′+2      |
| 2   | Christus   | 770 mm      | 246 kg   | c″+2      |
| 3   | (Kageneck) | 700 mm      | ~ 200 kg | d″−2      |

## Nachweise
1. ↑  Peter Kalchthaler: Freiburg: Wiedersehen!: Die Südwestecke des Münsterplatzes war einst ein klassizistisches Architektur-Juwel. Badische Zeitung, 25. Juli 2016, abgerufen am 25. Juli 2016.
2. ↑  Orgel St. Agatha auf der Site „Orgelkonzerte im Freiburger Münster“ mit Disposition
3. ↑  Glockeninspektion Erzbistum Freiburg: Kath. Pfarrkirche St. Agatha in Horben
4. ↑  Badische Zeitung, 24. Dezember 2009: Tanja Bury, GLOCKEN-KLANG: Zeitgeschichte zwischen Pappdeckeln

Koordinaten: 47° 56′ 5,7″ N, 7° 51′ 33,4″ O